# 15e Satellite Awards

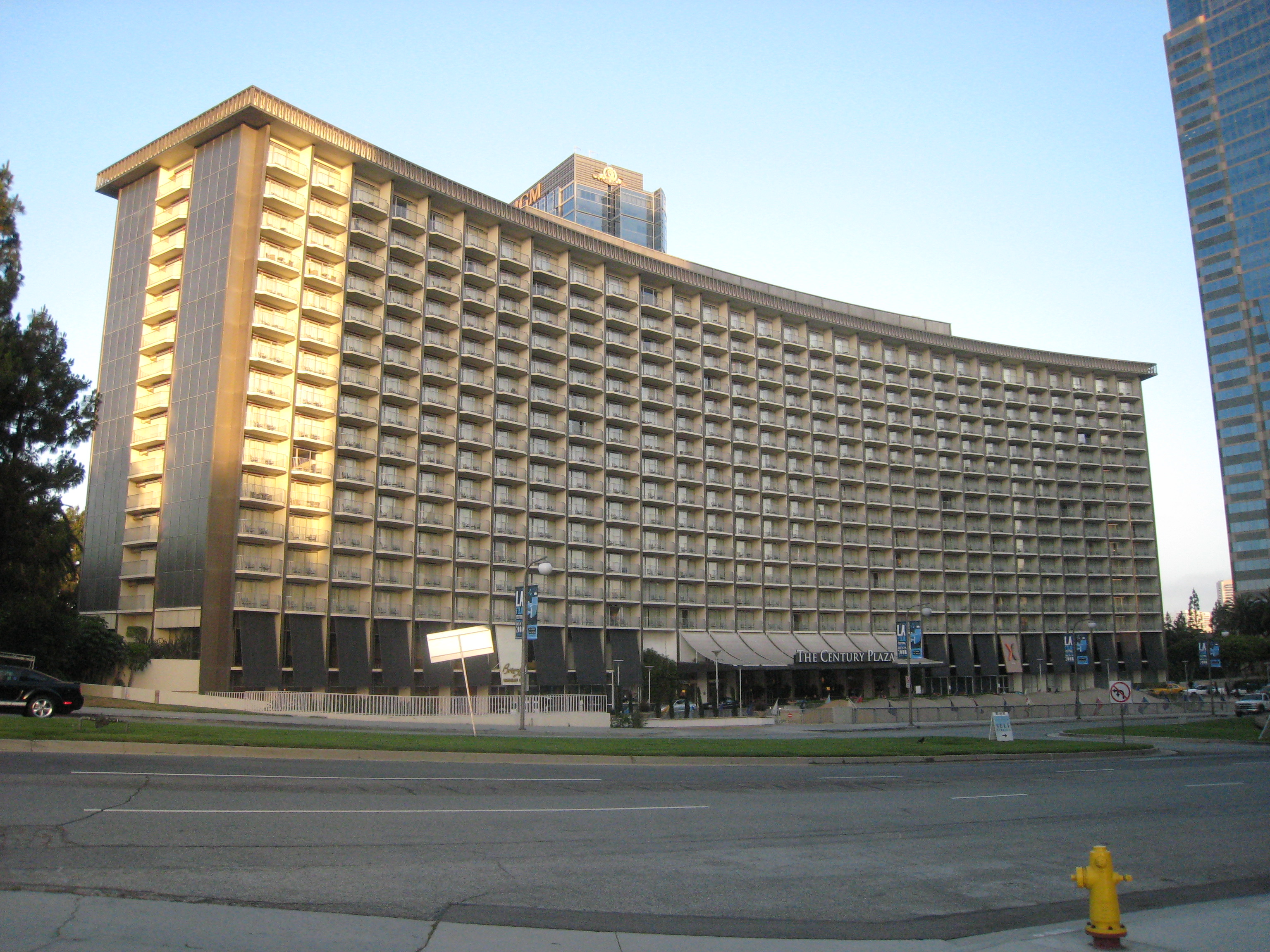
Hyatt Regency Century Plaza

De uitreiking van de 15e Satellite Awards, waarbij prijzen werden uitgereikt in verschillende categorieën voor film en televisie uit het jaar 2010, vond plaats in het Hyatt Regency Century Plaza in Los Angeles op zondag 19 december 2010.

## Film

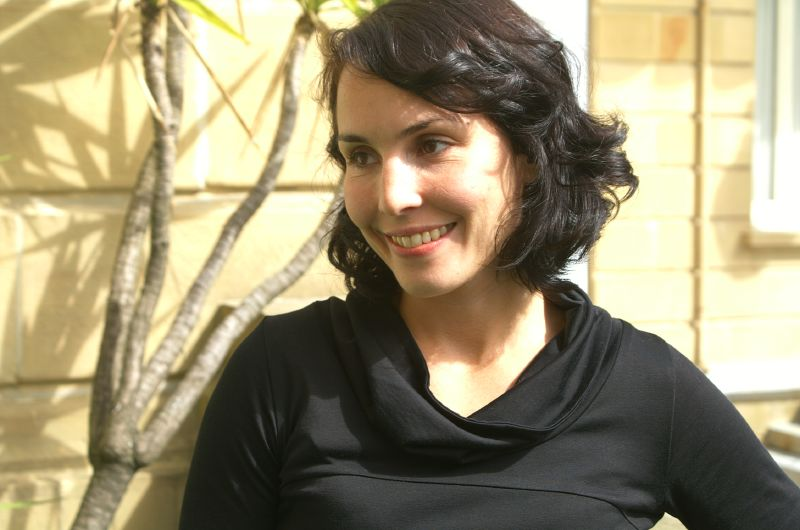
Noomi Rapace (The Girl with the Dragon Tattoo), winnaar beste actrice in een dramafilm

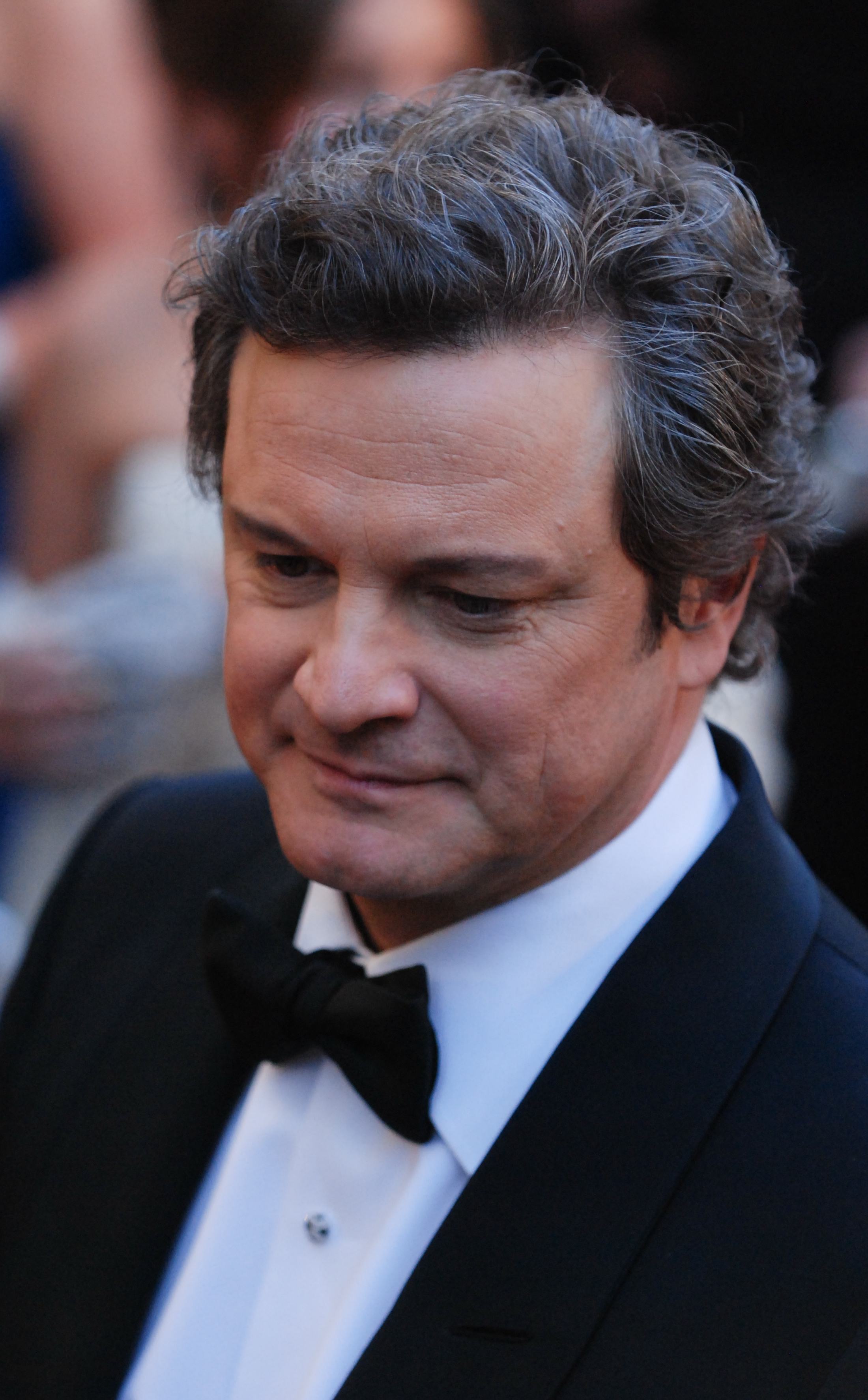
Colin Firth (The King's Speech), winnaar beste acteur in een dramafilm

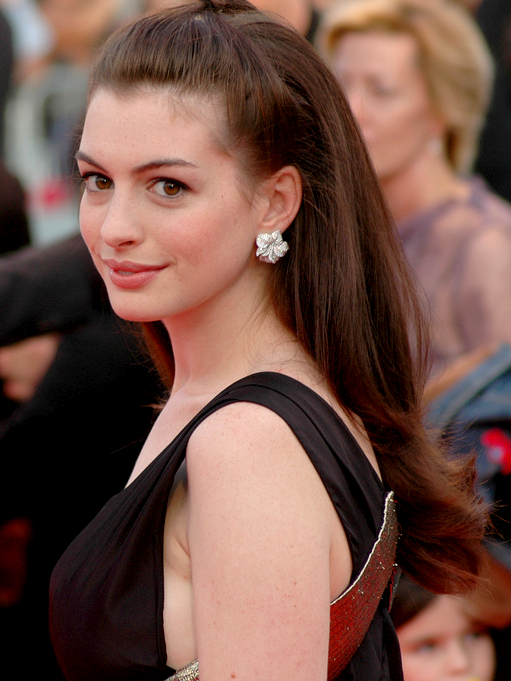
Anne Hathaway (Love and Other Drugs), winnaar beste actrice in een komische of muzikale film

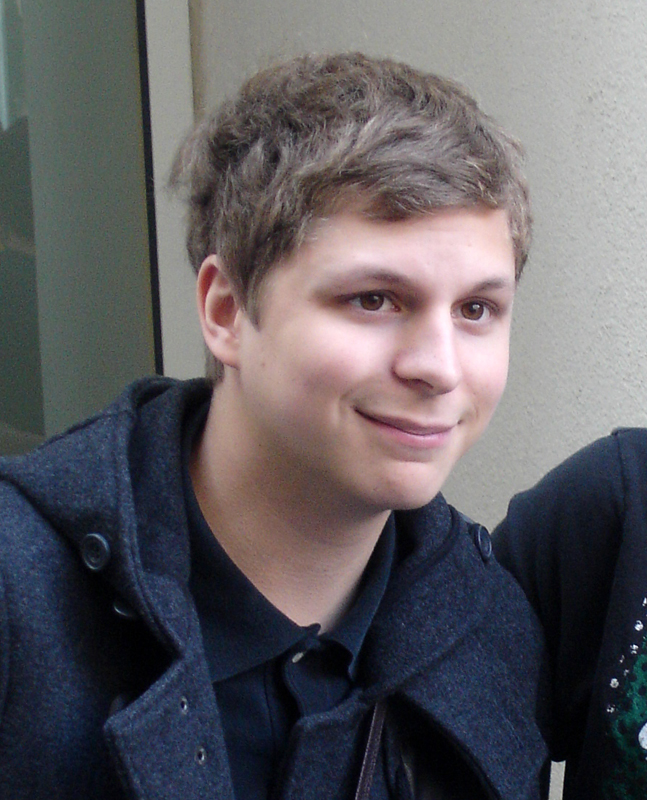
Michael Cera (Scott Pilgrim vs. the World), winnaar beste acteur in een komische of muzikale film

### Beste dramafilm
- The Social Network
  - 127 Hours
  - Animal Kingdom
  - Blue Valentine
  - Get Low
  - The Ghost Writer
  - Inception
  - The King's Speech
  - The Town
  - Winter's Bone

### Beste komische of muzikale film
- Scott Pilgrim vs. the World
  - Cyrus
  - The Kids Are All Right
  - Made in Dagenham
  - The Other Guys
  - Please Give
  - RED

### Beste actrice in een dramafilm
- Noomi Rapace - The Girl with the Dragon Tattoo
  - Nicole Kidman - Rabbit Hole
  - Jennifer Lawrence - Winter's Bone
  - Helen Mirren - The Tempest
  - Natalie Portman - Black Swan
  - Tilda Swinton - I Am Love
  - Naomi Watts - Fair Game
  - Michelle Williams - Blue Valentine

### Beste acteur in een dramafilm
- Colin Firth - The King's Speech
  - Javier Bardem - Biutiful
  - Leonardo DiCaprio - Inception
  - Michael Douglas - Solitary Man
  - Robert Duvall - Get Low
  - Jesse Eisenberg - The Social Network
  - James Franco - 127 Hours
  - Ryan Gosling - Blue Valentine

### Beste actrice in een komische of muzikale film
- Anne Hathaway - Love and Other Drugs
  - Annette Bening - The Kids Are All Right
  - Sally Hawkins - Made in Dagenham
  - Catherine Keener - Please Give
  - Julianne Moore - The Kids Are All Right
  - Mary-Louise Parker - RED
  - Marisa Tomei - Cyrus

### Beste acteur in een komische of muzikale film
- Michael Cera - Scott Pilgrim vs. the World
  - Steve Carell - Dinner for Schmucks
  - Romain Duris - Heartbreaker
  - Andy Garcia - City Island
  - Jake Gyllenhaal - Love and Other Drugs
  - John Malkovich - RED
  - John C. Reilly - Cyrus

### Beste actrice in een bijrol
- Jacki Weaver - Animal Kingdom
  - Amy Adams - The Fighter
  - Marion Cotillard - Inception
  - Anne-Marie Duff - Nowhere Boy
  - Vanessa Redgrave - Letters to Juliet
  - Rosamund Pike - Barney's Version
  - Kristin Scott Thomas - Nowhere Boy
  - Dianne Wiest - Rabbit Hole

### Beste acteur in een bijrol
- Christian Bale - The Fighter
  - Pierce Brosnan - The Ghost Writer
  - Andrew Garfield - The Social Network
  - Tommy Lee Jones - The Company Men
  - Bill Murray - Get Low
  - Sean Penn - Fair Game
  - Jeremy Renner - The Town
  - Geoffrey Rush - The King's Speech

### Beste niet-Engelstalige film
- The Girl with the Dragon Tattoo (Zweden)
  - Biutiful (Mexico)
  - I Am Love (Italië)
  - Mother (Zuid-Korea)
  - Outside the Law (Algerije)
  - Soul Kitchen (Duitsland)
  - White Material (Frankrijk)

### Beste geanimeerde of mixed media film
- Toy Story 3
  - Alice In Wonderland
  - Despicable Me
  - How to Train Your Dragon
  - The Illusionist
  - Legend of the Guardians: The Owls of Ga'Hoole

### Beste documentaire
- Restrepo
  - Behind the Burly Q
  - Client 9: The Rise and Fall of Eliot Spitzer
  - Countdown to Zero
  - A Film Unfinished
  - Inside Job
  - Joan Rivers: A Piece of Work
  - Sequestro
  - The Tillman Story
  - Waiting for 'Superman'

### Beste regisseur
- David Fincher - The Social Network
  - Ben Affleck - The Town
  - Darren Aronofsky - Black Swan
  - Danny Boyle - 127 Hours
  - Lisa Cholodenko - The Kids Are All Right
  - Tom Hooper - The King's Speech
  - David Michôd - Animal Kingdom
  - Christopher Nolan - Inception
  - Roman Polański - The Ghost Writer
  - Debra Granik - Winter's Bone

### Beste origineel script
- The King's Speech
  - Biutiful
  - The Eclipse
  - Get Low
  - Inception
  - Toy Story 3

### Beste bewerkte script
- The Social Network
  - 127 Hours
  - Fair Game
  - The Ghost Writer
  - The Girl with the Dragon Tattoo
  - Scott Pilgrim vs. the World
  - The Town
  - Winter's Bone

### Beste soundtrack
- Inception
  - 127 Hours
  - Black Swan
  - The Eclipse
  - Harry Potter and the Deathly Hallows part 1
  - Salt
  - The Social Network
  - Unstoppable

### Beste filmsong
- "You Haven't Seen the Last of Me" - Burlesque
  - "If I Rise" - 127 Hours
  - "Alice" - Alice In Wonderland
  - "Country Strong" - Country Strong
  - "What Part of Forever" - The Twilight Saga: Eclipse
  - "Eclipse" - The Twilight Saga: Eclipse

### Beste cinematografie
- Inception
  - 127 Hours
  - Harry Potter and the Deathly Hallows part 1
  - I Am Love
  - Salt
  - Secretariat
  - Shutter Island
  - Unstoppable

### Beste visuele effecten
- Alice In Wonderland
  - 127 Hours
  - Inception
  - Iron Man 2
  - Legend of the Guardians: The Owls of Ga'Hoole
  - Unstoppable

### Beste montage
- Please Give
  - Inception
  - Shutter Island
  - The Social Network
  - The Town
  - Unstoppable

### Beste geluidseffecten
- Unstoppable
  - 127 Hours
  - Inception
  - Iron Man 2
  - Nowhere Boy
  - Secretariat
  - Shutter Island

### Beste Art Direction
- Inception
  - Alice In Wonderland
  - Black Swan
  - Coco Chanel & Igor Stravinsky
  - I Am Love
  - Scott Pilgrim vs. the World
  - Shutter Island

### Beste kostuums
- Alice In Wonderland
  - The King's Speech
  - Eat Pray Love
  - Black Swan
  - Robin Hood

## Televisie

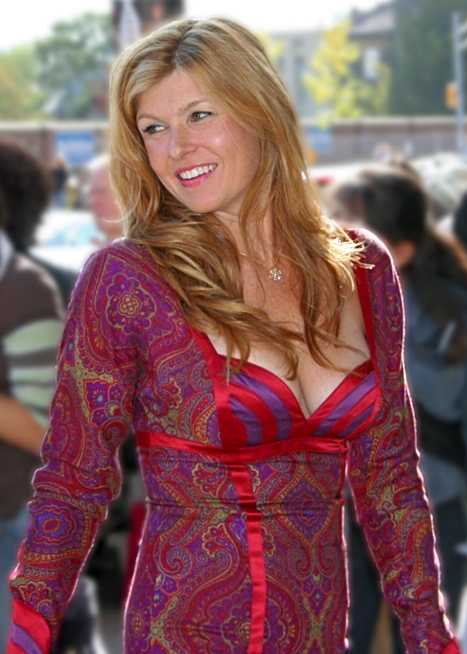
Connie Britton (Friday Night Lights), winnaar beste actrice in een dramaserie

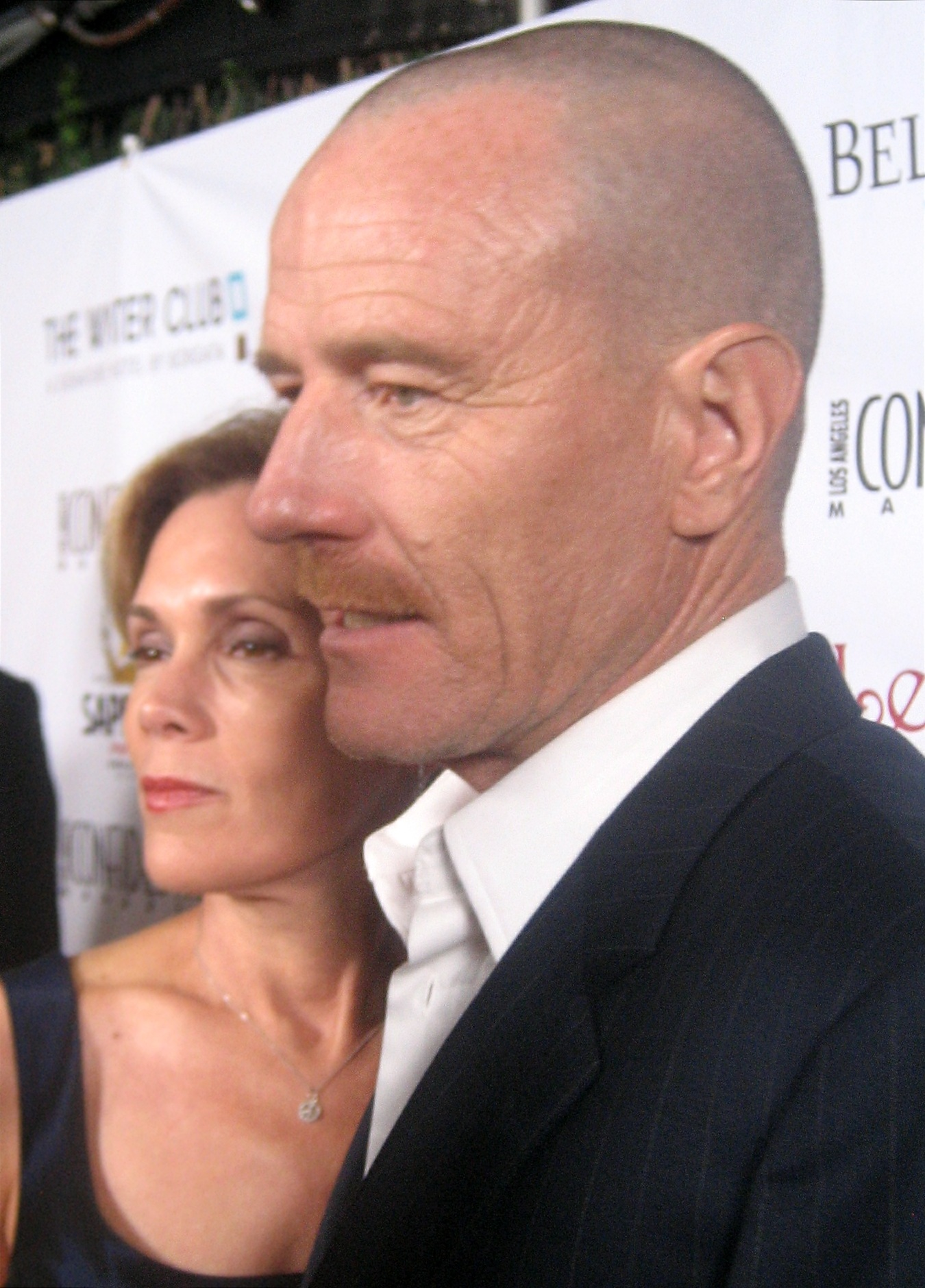
Bryan Cranston (Breaking Bad), winnaar beste acteur in een dramaserie

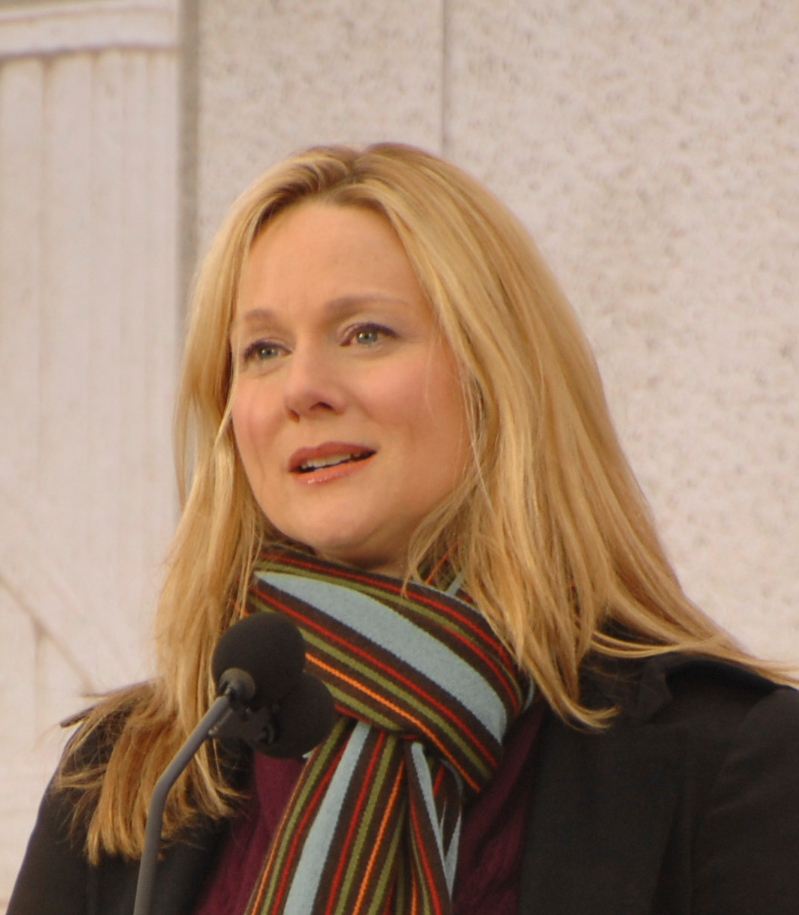
Laura Linney (The Big C), winnaar beste actrice in een komische of muzikale serie

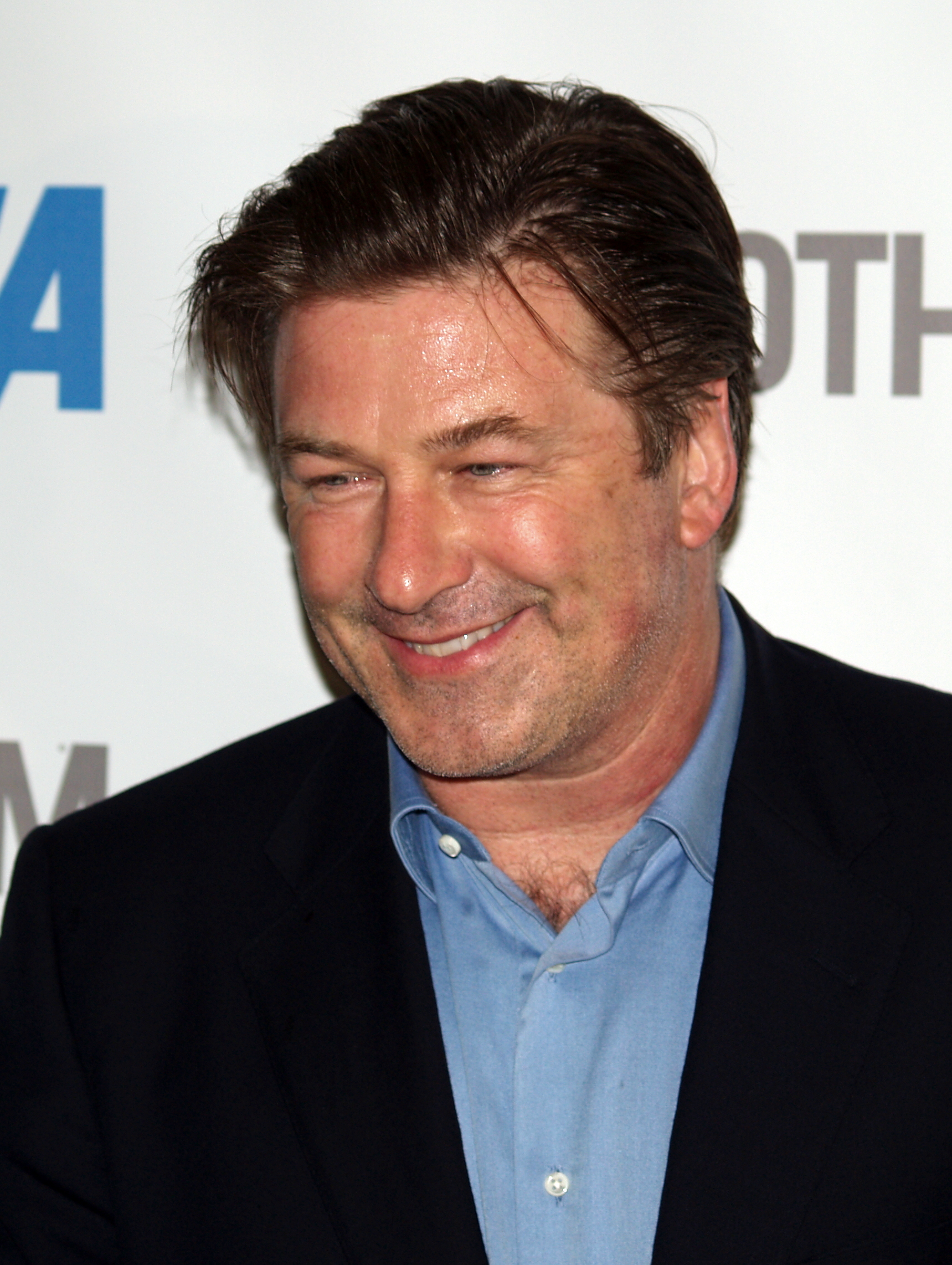
Alec Baldwin (30 Rock), winnaar beste acteur in een komische of muzikale serie

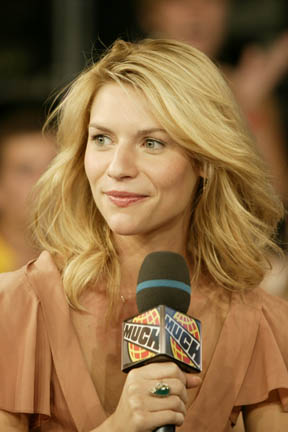
Claire Danes (Temple Grandin), winnaar beste actrice in een televisiefilm of miniserie

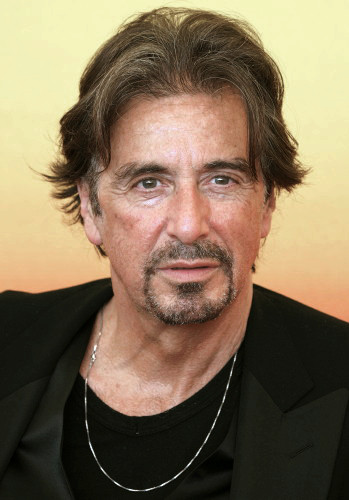
Al Pacino (You Don't Know Jack), winnaar beste acteur in een televisiefilm of miniserie

### Beste dramaserie
- Breaking Bad
  - Boardwalk Empire
  - Dexter
  - Friday Night Lights
  - The Good Wife
  - Mad Men
  - The Tudors

### Beste komische of muzikale serie
- The Big C
  - 30 Rock
  - Glee
  - Modern Family
  - Nurse Jackie
  - Raising Hope
  - United States of Tara

### Beste miniserie
- Sherlock
  - Carlos
  - Emma
  - The Pacific
  - The Pillars of the Earth
  - Small Island

### Beste televisiefilm
- Temple Grandin
  - The Diary of Anne Frank
  - The Special Relationship
  - When Love Is Not Enough: The Lois Wilson Story
  - You Don't Know Jack

### Beste actrice in een dramaserie
- Connie Britton - Friday Night Lights
  - January Jones - Mad Men
  - Julianna Margulies - The Good Wife
  - Elisabeth Moss - Mad Men
  - Anna Paquin - True Blood
  - Katey Sagal - Sons of Anarchy

### Beste acteur in een dramaserie
- Bryan Cranston - Breaking Bad
  - Kyle Chandler - Friday Night Lights
  - Josh Charles - The Good Wife
  - Michael C. Hall - Dexter
  - Jon Hamm - Mad Men
  - Stephen Moyer - True Blood

### Beste actrice in een komische of muzikale serie
- Laura Linney - The Big C
  - Jane Adams - Hung
  - Toni Collette - United States of Tara
  - Edie Falco - Nurse Jackie
  - Tina Fey - 30 Rock
  - Lea Michele - Glee
  - Mary-Louise Parker - Weeds

### Beste acteur in een komische of muzikale serie
- Alec Baldwin - 30 Rock
  - Steve Carell - The Office
  - Thomas Jane - Hung
  - Danny McBride - Eastbound & Down
  - Matthew Morrison - Glee
  - Jim Parsons - The Big Bang Theory

### Beste actrice in een televisiefilm of miniserie
- Claire Danes - Temple Grandin
  - Hope Davis - The Special Relationship
  - Judi Dench - Return to Cranford
  - Naomie Harris - Small Island
  - Ellie Kendrick - The Diary of Anne Frank
  - Winona Ryder - When Love Is Not Enough: The Lois Wilson Story
  - Ruth Wilson - Luther

### Beste acteur in een televisiefilm of miniserie
- Al Pacino - You Don't Know Jack
  - Benedict Cumberbatch - Sherlock
  - Idris Elba - Luther
  - Ian McShane - The Pillars of the Earth
  - Barry Pepper - When Love Is Not Enough: The Lois Wilson Story
  - Dennis Quaid - The Special Relationship
  - David Suchet - Agatha Christie Poirot: Murder on the Orient Express

### Beste actrice in een bijrol in een serie, miniserie of televisiefilm
- Brenda Vaccaro - You Don't Know Jack
  - Julie Bowen - Modern Family
  - Rose Byrne - Damages
  - Sharon Gless - Burn Notice
  - Jane Lynch - Glee
  - Catherine O'Hara - Temple Grandin
  - Archie Panjabi - The Good Wife

### Beste acteur in een bijrol in een serie, miniserie of televisiefilm
- David Strathairn - Temple Grandin
  - Ty Burrell - Modern Family
  - Bruce Campbell - Burn Notice
  - Chris Colfer - Glee
  - Alan Cumming - The Good Wife
  - Neil Patrick Harris - How I Met Your Mother
  - Aaron Paul - Breaking Bad
  - Martin Short - Damages